# Брокнер, Константин Эдуардович
Константин Эдуардович (Фёдорович) Брокнер (1827-?) — русский живописец-портретист немецкого происхождения, академик Императорской Академии художеств.

## Биография
Вольноприходящий обучающийся в Императорской Академии художеств. Получил звание неклассного художника за картину «Уланская стоянка» (1855). Звание классного художника 2-й степени за картину «Заслуженный инвалид, опускающий деньги в кружку» (1869). Звание классного художника 1-й степени за картину «Портрет профессора Щурупова» (1870). Звание академика ИАХ (1874) за портреты профессора архитектуры Роберта Гёдике (в музее Академии художеств) и некой госпожи Граан.
Преподавал в средних учебных заведениях Санкт-Петербурга (1870-х).
Написал картины: «Уланская стоянка» (1858), «Заслуженный инвалид, опускающий деньги в кружку» (1869); портреты: М. А. Шурупова (1870), Д. И. Гримма (1872), Р. А. Гедике (1874), А. И. Кракау (1875), супругов Бекель (1876).

## Галерея

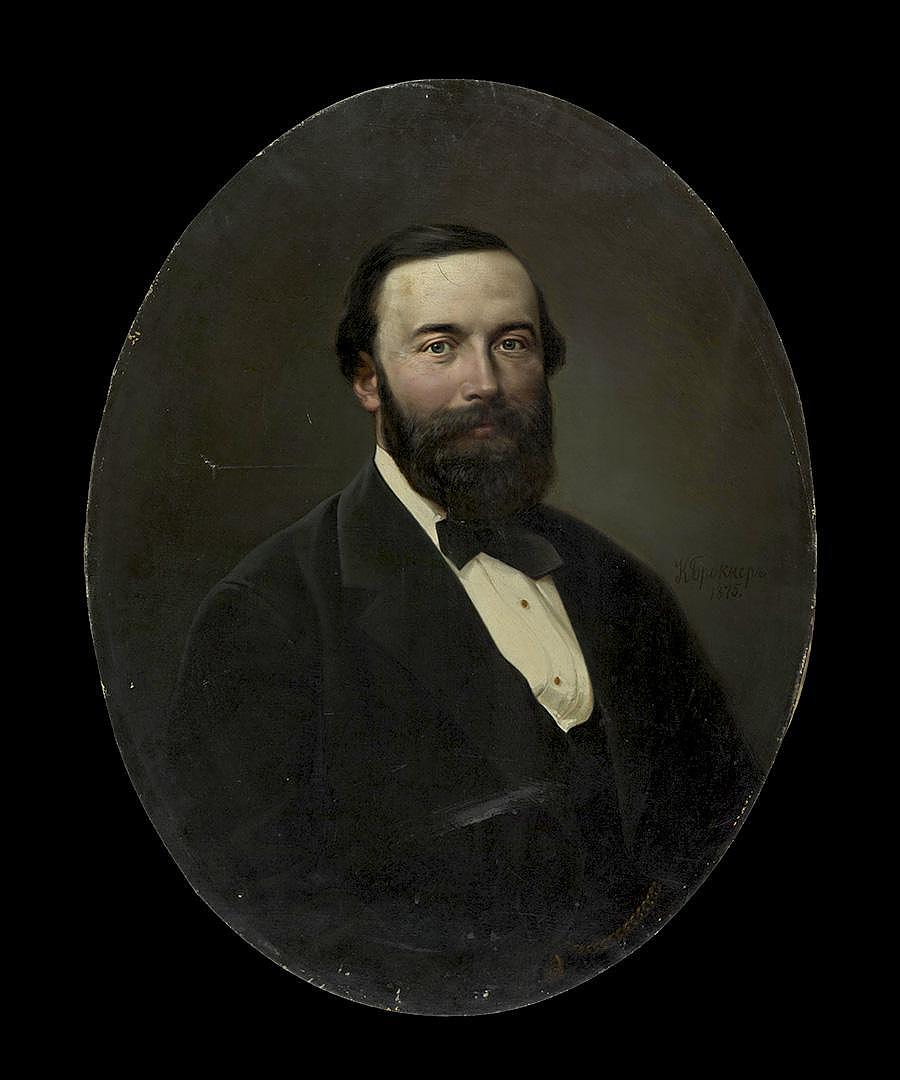
Портрет купца (1875)
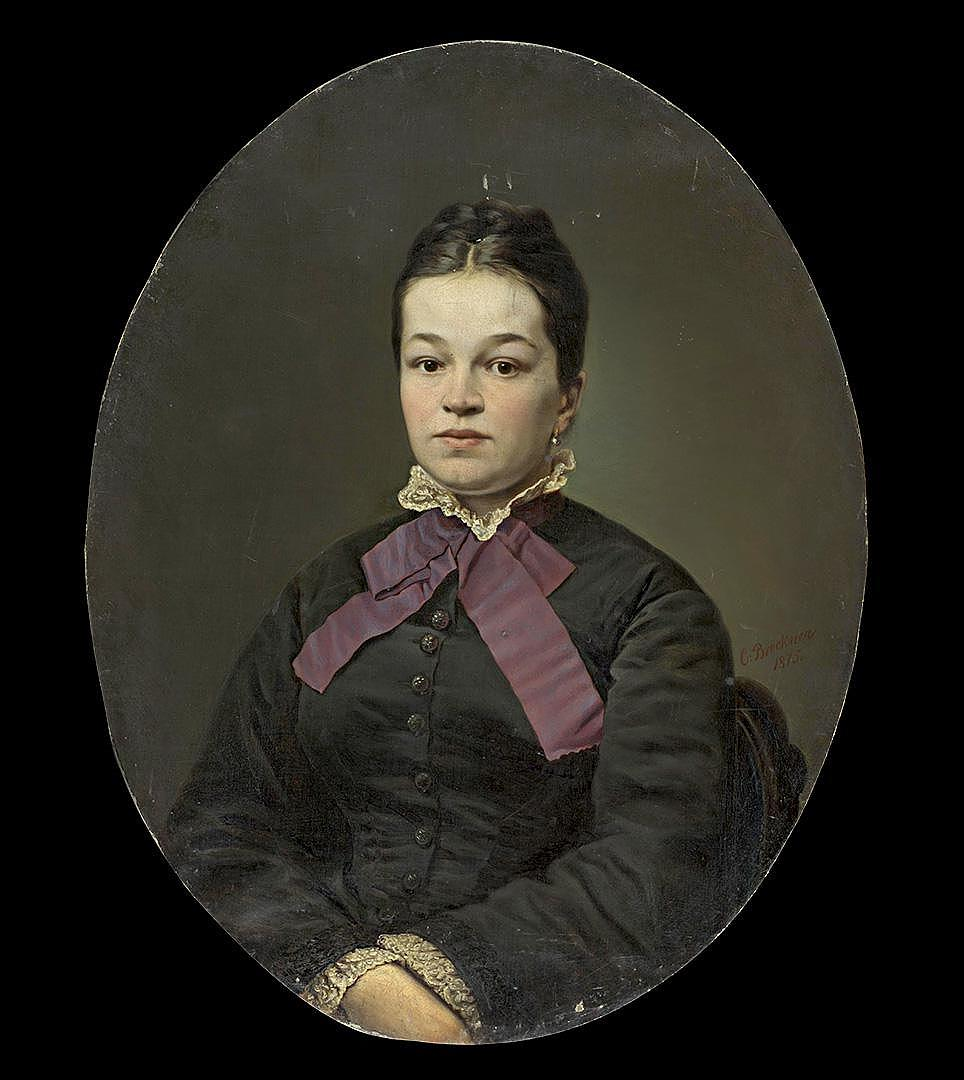
Портрет купчихи (1875)